# Electrophaes recens
Electrophaes recens är en fjärilsart som beskrevs av Inoue 1982. Electrophaes recens ingår i släktet Electrophaes och familjen mätare. Inga underarter finns listade i Catalogue of Life.